# Biathlon na Zimowym Olimpijskim Festiwalu Młodzieży Europy 2025
Biathlon na Zimowym Olimpijskim Festiwalu Młodzieży Europy 2025 – jedna z dyscyplin rozgrywanych podczas festiwalu w dniach 10–16 lutego 2025 w Bakuriani. Podczas zawodów odbyło się sześć konkurencji: sprinty i biegi indywidualne dziewcząt i chłopców oraz sztafeta mieszana i pojedyncza sztafeta mieszana.

## Terminarz i medaliści

### Dziewczęta
| Konkurencja                | Data      | Godzina   | Złoto             | Srebro         | Brąz            | Źr.   |
| -------------------------- | --------- | --------- | ----------------- | -------------- | --------------- | ----- |
| Bieg indywidualny na 10 km | 10 lutego | 10:00 CET | Michaela Straková | Juliette Oliva | Giannina Piller | [ 1 ] |
| Sprint na 6 km             | 14 lutego | 10:00 CET | Michaela Straková | Ajda Spitalar  | Lucie Jandurová | [ 2 ] |

### Chłopcy
| Konkurencja                  | Data      | Godzina   | Złoto           | Srebro          | Brąz          | Źr.   |
| ---------------------------- | --------- | --------- | --------------- | --------------- | ------------- | ----- |
| Bieg indywidualny na 12,5 km | 10 lutego | 07:00 CET | Grzegorz Galica | Nans Madelenat  | Rafael Santer | [ 3 ] |
| Sprint na 7,5 km             | 14 lutego | 07:00 CET | Grzegorz Galica | Esteban Moreira | Julian Huber  | [ 4 ] |

### Miksty
| Konkurencja                               | Data      | Godzina   | Złoto                                                            | Srebro                                                                   | Brąz                                                                            | Źr.   |
| ----------------------------------------- | --------- | --------- | ---------------------------------------------------------------- | ------------------------------------------------------------------------ | ------------------------------------------------------------------------------- | ----- |
| Pojedyncza sztafeta mieszana (3 x 7,5 km) | 12 lutego | 07:15 CET | Ukraina Wiktorija Chwostenko · Taras Tarasiuk                    | Czechy Lucie Jandurová · Daniel Ryška                                    | Szwajcaria Molly Kafka · Levin Janis Kunz                                       | [ 5 ] |
| Sztafeta mieszana (4 x 6 km)              | 16 lutego | 10:15 CET | Włochy Rafael Santer · Julian Huber · Gaia Gondolo · Thea Wanker | Czechy Daniel Ryška · Michael Málek · Tereza Petrošová · Lucie Jandurová | Austria Simon Hechenberger · Simon Grasberger · Katharina Pürgy · Selina Ganner | [ 6 ] |

## Klasyfikacja medalowa
*   Gospodarz ( Gruzja)
| Miejsce | Reprezentacja | Złoto | Srebro | Brąz | Razem |
| ------- | ------------- | ----- | ------ | ---- | ----- |
| 1       | Słowacja      | 2     | 0      | 0    | 2     |
| 1       | Polska        | 2     | 0      | 0    | 2     |
| 3       | Włochy        | 1     | 0      | 2    | 3     |
| 4       | Ukraina       | 1     | 0      | 0    | 1     |
| 5       | Francja       | 0     | 3      | 0    | 3     |
| 6       | Czechy        | 0     | 2      | 1    | 3     |
| 7       | Słowenia      | 0     | 1      | 0    | 1     |
| 8       | Szwajcaria    | 0     | 0      | 2    | 2     |
| 9       | Austria       | 0     | 0      | 1    | 1     |
| Razem   | Razem         | 6     | 6      | 6    | 18    |